# Schwalmtalzupfer
Die Schwalmtalzupfer, offiziell Jugendförderung Schwalmtal-Zupfer e. V., ist – nach eigenen Angaben – mit über 500 Gitarristen Europas größtes und beständigstes Gitarrenorchester. Unter der Leitung von Benjamin Münten lernen Kinder, Jugendliche und Erwachsene auf mehrere Gruppen verteilt das Gitarrespielen.

## Geschichte
Die Schwalmtalzupfer wurden im Jahr 1981 von Erwin Münten gegründet. Ursprünglich unterrichtete er in seiner Freizeit eine kleine Gruppe von zehn gitarrenbegeisterten Schwalmtalern.
Im Verlauf der Jahre verzeichneten die Schwalmtalzupfer einen stetigen Anstieg an begeisterten Gitarrenspielern. Dies führte dazu, dass Erwin Münten im Jahr 1993 sein Hobby zum Beruf machte und fortan gemeinsam mit seinem Sohn Benjamin Münten die Schwalmtalzupfer leitete.
Bereits im Jahr 1996 gründeten sich der eingetragene Verein Jugendförderung (Jugendförderung Schwalmtal-Zupfer e.V.).
Im Jahre 2020 gab Erwin Münten die Leitung an seinen Sohn Benjamin Münten ab.

## Jugendausflüge
Einmal jährlich, meist zu Beginn oder am Ende der Sommerferien, besuchen über 100 Kinder für ein Wochenende den Ponyhof Heinkes im nahegelegenen Elmpt bei Niederkrüchten. Dort können sie verschiedene Angebote wie Ponyreiten, Schnitzeljagd sowie gemütliches Gitarrespielen am Lagerfeuer wahrnehmen. Zusätzlich findet alle zwei Jahre für die Jugendlichen eine einwöchige Reise zu verschiedenen Zielen statt. In den letzten Jahren führten die Ausflüge häufig nach Südfrankreich, aber auch Ziele wie Kroatien sowie das Allgäu wurden bereits besucht.

## Konzerte
Die Schwalmtalzupfer veranstalten in der Regel zweimal im Jahr Konzerte. Das große Sommerkonzert findet meist auf dem Kirchplatz in Waldniel statt, wo der Eintritt frei ist. Im Dezember gibt es ein Konzertwochenende, an dem drei Konzerte (freitags, samstags und sonntags) gespielt werden. Das Winterkonzert findet in der Achim-Besgen-Halle in Waldniel statt und liegt oft am ersten oder dritten Adventswochenende.

## Belege
1. ↑  Vorstellungsseite mit offiziellem Namen. (Memento des Originals vom 2. August 2009 im Internet Archive)  Info: Der Archivlink wurde automatisch eingesetzt und noch nicht geprüft. Bitte prüfe Original- und Archivlink gemäß Anleitung und entferne dann diesen Hinweis. schwalmtalzupfer.de; abgerufen am 19. April 2008.
2. ↑  Kurzbiografie Erwin Müntens. (Memento des Originals vom 4. Juli 2009 im Internet Archive)  Info: Der Archivlink wurde automatisch eingesetzt und noch nicht geprüft. Bitte prüfe Original- und Archivlink gemäß Anleitung und entferne dann diesen Hinweis. schwalmtalzupfer.de; abgerufen am 19. April 2008.